# SR-Bank Arena
Il Viking Stadion è lo stadio del Viking dal 2004. Si trova a Jåttåvågen, a Stavanger, ed ha una capacità di 16.300 spettatori. Fu inaugurato a maggio 2004 e costò 160.000.000 di corone. Di quella cifra, 50.000.000 furono versati dalle casse del municipio, che donò anche il terreno dove sarebbe stato costruito l'impianto. Sostituì lo Stavanger Stadion come stadio del Viking. All'incontro di inaugurazione, furono presenti alcune personalità di spicco, quali Åge Hareide (all'epoca commissario tecnico della Norvegia), il cantante Kjartan Salvesen e l'imprenditore Kjell Inge Røkke.
Lo stadio ospitò diversi eventi musicali al suo interno, come concerti di artisti internazionali quali Bryan Adams, R.E.M., Roger Waters e Bob Dylan. Nel 2006, fu aumentata la capacità dell'impianto, che passò dagli originali 15.000 posti a 16.300. Esiste la volontà di aumentare ulteriormente la capacità dello stadio, portandola a 22.000 spettatori. Ospitò quattro incontri della Norvegia under 21: il 31 maggio 2006 contro la Spagna under 21, il 6 settembre 2006 contro la Bosnia ed Erzegovina under 21, il 10 giugno 2009 contro la Slovacchia under 21 e il 10 novembre 2011 contro il Belgio under 21.